# Field of View
Field Of View (フィールド・オブ・ビュー Fīrudo obu Byū) estilizado como FIELD OF VIEW, es una banda de J-rock.
Sus sencillos más conocidos son Dan Dan Kokoro Hikareteku (DAN DAN 心魅かれてく) , que fue usado como opening en la serie Dragon Ball GT, y 「渇いた叫び」(Kawaita Sakebi), utilizado como opening en la serie original de Yu-Gi-Oh! realizada por Toei Animation (usualmente llamada por los fanes como temporada 0).

## Biografía
Fue formada el 9 de febrero de 1994 en Japón por Yuya Asaoka como vocalista, Takeshi Oda como guitarrista y Jun Abe como bajista y baterista. En 1995, Jun deja la banda de Field of View siendo reemplazado por Kenji Niitsu. 
The Field Of View se disuelve en el 2002.
En 2012 la banda se reúne con el motivo del BEING LEGEND Live Tour 2012.
La banda se vuelve a reunir en 2020 con motivo del 25 aniversario de la banda, pero solamente con dos miembros, el vocalista Yuya Asaoka  y Takuto Kohashi en la batería.
En 2022 lanzan un su primer single después de su regreso llamado Kitto (きっと) el cual es hasta ahora su único trabajo disponible en Spotify.

## Sencillos
- 15 de mayo de 1995 — 「君 が いたから」 (Kimi ga itakara) #11
- 24 de julio de 1995 — 「突然」 (Totsuzen) #15
- 13 de noviembre de 1995 — 「Last Good-bye」 #10
- 11 de marzo de 1996 — 「Dan　Dan心魅かれてく」#1
- 20 de mayo de 1996 — 「ドッキ」 (Dokki) #3
- 18 de noviembre de 1996 — 「Dreams」#1
- 23 de abril de 1997 — 「この街で君と暮らしたい」(Konomachi de kimi to kurashitai) #10
- 20 de mayo de 1998 — 「渇いた叫び」'(Kawaita sakebi) #4
- 29 de julio de 1998 — 「めぐる季節を越えて」(Meguru Kisetsu wo Koete) #9
- 23 de septiembre de 1998 — 「君を照らす太陽に」(Kimi wo Nairasu Yokarani) #19
- 17 de marzo de 1999 — 「Crash」#1
- 19 de mayo de 1999 — 「青い傘で」?(aoi kasa de) #17
- 28 de julio de 1999 — 「Still」 #14
- 22 de diciembre de 1999 — 「冬のバラード」(fuyu no barādo) #18
- 23 de febrero de 2000 — 「Beautiful Day」ビュティフール ダイ #7
- 11 de octubre de 2000 — 「秋風のモノクローム」 Ashitakuro no monokuroomu #20
- 21 de febrero de 2001 — 「Truth of Love」#26
- 30 de mayo de 2001 — 「夏の記憶」#30
- 25 de julio de 2001 — 「蜃気楼」#51
- 10 de julio de 2002 — 「Melody」メロディ #22
- 18 de septiembre de 2022 — 「きっと」(Kitto)

- Datos: Q1057751